# Viola bangii
Viola bangii là một loài thực vật có hoa trong họ Hoa tím. Loài này được Rusby miêu tả khoa học đầu tiên năm 1896.